# Altieris Barbiero
Altieris Barbiero (Mandaguari, 23 de fevereiro de 1945 - São Paulo, 30 de abril de 2022) foi um locutor, cantor, radioator e radialista brasileiro.
Em 1960, era operador de áudio na Rádio Cultura de Uberlândia (Minas Gerais). Depois foi para a cidade de São Paulo, onde cursou arte dramática e se tornou diretor artístico da Rádio Progresso.
Trabalhou como radioator nas rádios Record e São Paulo, na época pertencente às Emissoras Unidas. Mais tarde, na década de 1970, seria locutor comercial, produtor e apresentador, mesma rádio Record, onde criou e apresenta A Volta do Sucesso, um dos mais antigos programas radiofônicos.
Em 1981, gravou a canção "Se Amar é Viver", início de uma carreira que traria 5 compactos e 1 CD. Trabalhou ainda nas rádios Globo, Mulher e América — nesta última, foi o responsável pelo lançamento do padre Marcelo Rossi.
Em 11 de julho de 1980, Altieris Barbiero entrevistou o cantor Paulo Sérgio, de quem era amigo e fã, pela última vez em vida. O cantor morreu 18 dias após a gravação.
Ele morreu no dia 30 de abril de 2022, em São Paulo, devido a uma insuficiência cardíaca.